# 무과실책임
무과실책임(無過失責任) 또는 결과 책임이란 손해를 발생시킨 특정인에게 고의나 과실 여부와 상관없이 법률상 손해배상 책임을 부과하는 법리를 말한다. 이 원칙은 미국의 불법행위법이나 한국 민법에서 중요한 법리이다.

## 미국의 불법행위법
|                                                      |
| 불법행위법                                           |
| 영미법 시리즈                                        |
| 과실                                                 |
| 주의의무 · 주의기준                                  |
| 근인 · 사실추정의 원칙                               |
| 과실계산 · 가해자 완전책임                           |
| 과실의 정신적 가해행위                               |
| 구조원칙 · 구조의무                                  |
| 법률상 불법행위                                      |
| 제조물책임법 · 고위험 행위                           |
| 불법침입인 · 승낙출입자 · 고객                       |
| 유인적 위험물                                        |
| 재산관련 불법행위                                    |
| 불법침해 · 컨버전                                    |
| 압류동산회복소송 · 동산점유회복소송 · 횡령물회복소송 |
| 유해물                                               |
| 근린방해 · 라일랜즈 대 플레처 판결                   |
| 의도적 불법행위                                      |
| 폭행위협 · 폭행 · 불법감금                           |
| 정신적 피해                                          |
| 승낙 · 필요 · 자기방어                               |
| 명예관련 불법행위                                    |
| 명예훼손 · 사생활 침해                               |
| 신뢰훼손 · 절차악용                                  |
| 악의적 기소                                          |
| 경제적 불법행위                                      |
| 사기 · 불법적 간섭                                   |
| 음모 · 영업방해                                      |
| 의무, 변론, 구제방법                                 |
| 상대적 과실과 과실 기여                              |
| 명백한 회피 기회 원칙                                |
| 상급자책임 · 동의는 권리침해 성립을 조각             |
| 패륜적 계약에서 채권발생 없다                        |
| 손해배상 · 금지명령                                  |
| 영미법                                               |
| 미국의 계약법 · 미국의 재산법                        |
| 미국의 유언신탁법                                    |
| 미국의 형법 · 미국의 증거법                          |

무과실책임주의가 적용되는 사건에서는 피해자가 불법행위의 발생과 피고가 책임이 있음을 증명하기만 하면된다. 과실 부주의여부는 입증할 필요가 없다. 보통 고 위험행위의 경우 무과실책임을 지운다. 무과실책임의 예로는 원자력 발전소의 경우이다. 원자력 사고의 경우 위험성이 매우 높으므로 운영자에게 무과실책임을 지운다.
결함이 있는 제품을 판매한 판매를 업으로 삼는 판매자의 경우 그 결함이 있는 제품에 대한 무과실책임을 질 수 있다. 예를 들어 치과의사가 주사바늘을 사용하여 마취를 하다 바늘이 부러져 환자가 다치는 경우 치과의사는 바늘을 판매하는 자가 아니므로 결함이 있는 바늘에 대한 엄격책임을 지지 않는다.
신체적*물질적 피해가 지면의 토지나 사람이나 동산에게 비행기의 상승, 하강 또는 비행, 혹은 항공기에서 낙하한 물체로 인하여 가게 된다면 항공기의 조작원에게 손해에 대한 엄격한 책임을 물어야 한다.

## 미국의 형법
형법에도 무과실책임 법리가 존재하는데 대표적인 예로 과속의 경우 피고가 과속 사실을 알았는지 아니면 부주의를 하였는지 판단없이 무과실책임을 지운다.

### 야생동물
야생동물의 소유자는 야생동물이 일으킨 손해에 대해 과실여부와 관계없이 엄중한 책임을 진다.

## 같이 보기
- 과실책임
- 제조물책임법